# Hagen am Teutoburger Wald
Hagen am Teutoburger Wald er en kommune med godt 13.400 indbyggere (2013), beliggende i den sydvestligste del af Landkreis Osnabrück, i den tyske delstat Niedersachsen.

## Geografi
Hagen ligger i den vestlige del af Teutoburger Wald i en rund dal, der er omgivet af skov på alle sider. Gennem dalen løber vandløbet Goldbach der har talrige tilløb.
Det 180 meter høje Silberberg, hvor der i det 18. århundrede blev udvundet sølvmalm, har der siden 1937 været Naturschutzgebiet, og et område på 36,6 hektar er beskyttet som EU-habitatområde.

### Nabokommuner
Kommunen grænser mod nord til Hasbergen mod øst til Georgsmarienhütte og Bad Iburg. De andre nabokommuner ligger i delstaten Nordrhein-Westfalen i Kreis Steinfurt: mod syd Lienen og Lengerich og mod vest Tecklenburg.

### Inddeling
I kommunen ligger følgende bydele:
- Altenhagen
- Gellenbeck
- Hagen (tidligere: Beckerode)
- Mentrup
- Natrup-Hagen
- Sudenfeld